# Красна (комуна, Селаж)
Красна (рум. Crasna) — комуна у повіті Селаж в Румунії. До складу комуни входять такі села (дані про населення за 2002 рік):
- Красна (4378 осіб) — адміністративний центр комуни
- Марін (995 осіб)
- Ратін (494 особи)
- Хусень (506 осіб)

Комуна розташована на відстані 392 км на північний захід від Бухареста, 13 км на захід від Залеу, 70 км на північний захід від Клуж-Напоки.

## Населення
За даними перепису населення 2002 року у комуні проживали 6373 особи.
Національний склад населення комуни:
| Національність            | Кількість осіб | Відсоток |
| ------------------------- | -------------- | -------- |
| угорці                    | 4066           | 63,8%    |
| румуни                    | 1786           | 28,0%    |
| цигани                    | 514            | 8,1%     |
| українці                  | 3              | < 0,1%   |
| німці                     | 1              | < 0,1%   |
| словаки                   | 1              | < 0,1%   |
| не вказали національність | 2              | < 0,1%   |

Рідною мовою назвали:
| Мова                  | Кількість осіб | Відсоток |
| --------------------- | -------------- | -------- |
| угорська              | 4067           | 63,8%    |
| румунська             | 1802           | 28,3%    |
| циганська             | 499            | 7,8%     |
| українська            | 2              | < 0,1%   |
| словацька             | 1              | < 0,1%   |
| не вказали рідну мову | 2              | < 0,1%   |

Склад населення комуни за віросповіданням:
| Релігія                                       | Кількість осіб | Відсоток |
| --------------------------------------------- | -------------- | -------- |
| реформати                                     | 3383           | 53,1%    |
| православні                                   | 1913           | 30,0%    |
| баптисти                                      | 598            | 9,4%     |
| адвентисти                                    | 136            | 2,1%     |
| греко-католики                                | 135            | 2,1%     |
| римо-католики                                 | 106            | 1,7%     |
| бретрени                                      | 27             | 0,4%     |
| п'ятдесятники                                 | 4              | 0,1%     |
| не релігійні                                  | 2              | < 0,1%   |
| унітарії                                      | 1              | < 0,1%   |
| лютерани (Синодально-пресвітеріанська церква) | 1              | < 0,1%   |
| юдеї                                          | 1              | < 0,1%   |

## Зовнішні посилання
- Дані про комуну Красна на сайті Ghidul Primăriilor [Архівовано 7 червня 2009 у Wayback Machine.]